# Gans und Rheingrafenstein
Koordinaten: 49° 48′ 47″ N, 7° 51′ 16″ O

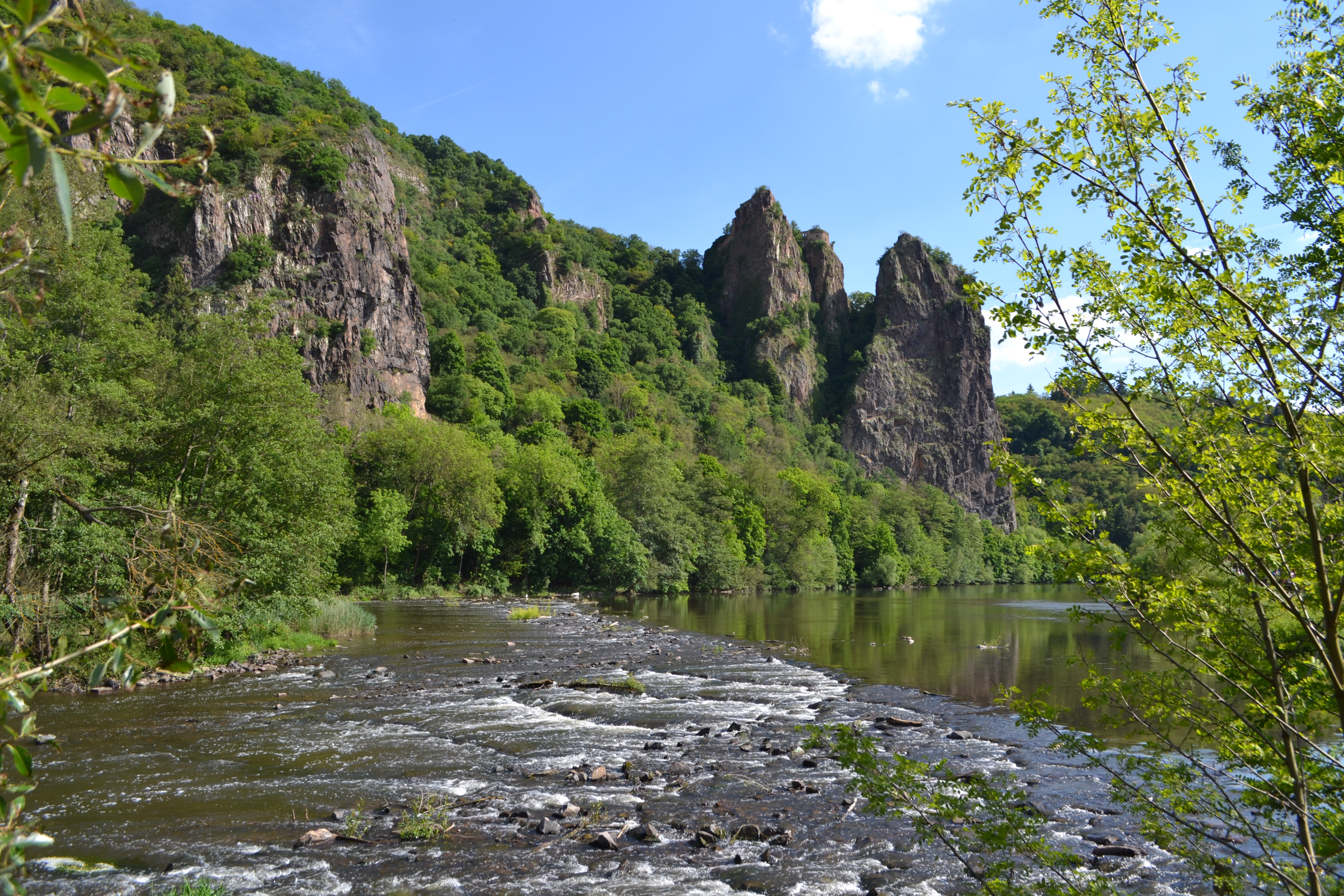
Naturschutzgebiet Gans und Rheingrafenstein (Mai 2017)

Das Naturschutzgebiet Gans und Rheingrafenstein liegt im Landkreis Bad Kreuznach in Rheinland-Pfalz.
Das etwa 200 ha große Gebiet, das im Jahr 1985 unter Naturschutz gestellt wurde, erstreckt sich östlich der früheren inzwischen nach Bad Kreuznach eingemeindeten  Stadt Bad Münster am Stein-Ebernburg. Am westlichen Rand des Gebietes fließt die Nahe, unweit westlich verläuft die B 48. Im Gebiet liegen der 321,7 m hohe Gans, der 290,8 m hohe Haidberg und die 136 m hohe Porphyr-Felsformation Rheingrafenstein.
Schutzzweck ist die Erhaltung des Gebietes
- wegen der geologischen und morphologischen Beschaffenheit aus naturgeschichtlichen Gründen
- als Lebensraum seltener, in ihrem Bestand bedrohter wildwachsender Pflanzen und Pflanzengesellschaften und seltener in ihrem Bestand bedrohter Tierarten, insbesondere Amphibien und Reptilien aus wissenschaftlichen Gründen und
- wegen seiner besonderen landschaftlichen Schönheit und Eigenart.